# Emberi agy

Az emberi agy elhelyezkedési rajza a koponyában

Az emberi agy (agy latinul cerebrum, görögül ἐγκέφαλον, enképhalon), ami a többi Craniata, vagyis koponyával rendelkező állatok altörzsébe tartozókkal egyetemben a koponyában helyezkedik el, mint az emberi idegrendszer irányítóközpontja. Az agy és a gerincvelő a központi idegrendszer két alkotórésze. Szerkezetileg nem nagyon különbözik az emlősök agyától. Annak alapvető tulajdonságai, hogy a szervezet külső és belső környezetéből információkat képes felvenni, azokat pedig fel tudja dolgozni, egymással kapcsolatba hozni és a kapott adatok alapján az élőlény létfenntartása szempontjából célszerű intézkedéseket képes kidolgozni, még a többi gerinces állatokéhoz is hasonlítanak.
Az azonban lényeges különbség, hogy az állatfajokat átlagosan véve az emberi agy súlya testsúlyához arányítva a többi emlősök ilyen súlyarányának mintegy ötszöröse. Az agynak az élőlény testéhez viszonyított súly-, vagy térfogataránya az állatokénál lényegesen nagyobb. Az agy evolúciós fejlődésével foglalkozó tudomány több jellemzővel próbálja karakterizálni ezt a fejlődést: kefalizáció (angolul: cephalization); enkefalizáció (encephalization); enkefalizációs index (encephalization index); enkefalizációs hányados (encephalization quotient); amelyek értelme valamelyest különbözik egymástól. Az enkefalizáció kognitív képességek mércéjekénti alkalmazásában azonban nincs teljes egyetértés legalábbis a nem-emberi agy esetében.
Az agy megnövekedése az agykéreg (cortex cerebri), az előagyat borító tekervényes rétegzett idegszövet megnagyobbodásának az eredménye (elsősorban a homloklebeny területén), ami különös kifejlődése az embernél a homlok kidudorodásában nyilvánul meg, és különös szerepet játszik az igazgatás és végrehajtás irányításában, vagyis az önuralmat, a tervezést, a logikus és az elvont gondolkozást szolgálja.
Az agy felépítésében részt vesz az agytörzs (truncus cerebri), a köztiagy (diencephalon), a kisagy (cerebellum) és az emberben arányaiban jóval nagyobb kiterjedésű nagyagyféltekék (hemispherum).
Bár vastag csontréteg védi, agy-gerincvelői folyadékban (liquor cerebrospinalis) lebeg és a vérkeringéstől egy hártya választja el, az agy mégis igen kényes és többféle baleset vagy megbetegedés érheti. A leggyakoribb ezek között a koponya megsebesülésének, agyvérzésnek vagy idegmérgek (latinul neurotoxinok) általi mérgezésnek a hatása, és bár az agyhártya hasznos védőréteg, ennek gyulladása védőhatását teljesen megsemmisítheti. A bakteriális támadás különösen veszélyes. Gyakoribbak az öröklött betegségek: Parkinson-kór, Sclerosis multiplex stb. Bizonyos pszichiátriai megbetegedéseknek (skizofréniának és depressziónak) is lehet fizikai illetve biokémiai eredete, de ismereteink a szervi megbetegedéseknek a pszichiátriai kórok megjelenésére való hatásáról igen hiányosak.

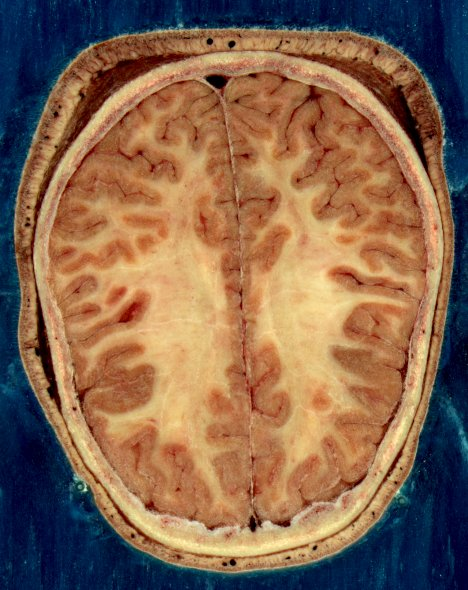
Egy felnőtt nő agyának vízszintes metszete. Megfigyelhető a szürke és a fehérállomány

## Fizikai leírás
Az agy tapintásra puha, kívülről barnásszürke, belül árnyalatilag enyhén váltakozó kissé sárgás fehér testrész. Egy felnőtt férfi agya átlagban 1,37 kg-ot nyom és 1,26 liter térfogatot foglal el, egy felnőtt nő agya átlagban 1,24 kg tömegű és 1,13 liter térfogatú.
Az ábra az amerikai (National Library of Medicine) (Visible Human Project)-jéből származik, és az agy egy a koponyacsonthoz közeli vízszintes metszetét mutatja felülnézetben, amin látható a szürkés szürkeállomány (substantia grisea) és a világosabb fehérállomány (substantia alba). A szürkeállomány színét az idegsejtek lényeges mennyiségbeli jelenléte okozza, a túlnyomó részben dendritekből és axonokból álló fehérállományét az axonok fehéres burka, a mielinhüvely.
Az emberi agyban becslés szerint 50–100 milliárd (109) idegsejt, vagyis neuron van. Ezek között kb. 10 milliárd (109) piramis alakú sejt, amelyek között élénk kapcsolat van kb. 100 billió (1014) szinaptikus érintkezési ponton keresztül.
Az agyon a test teljes vérellátásának mintegy 20%-a áramlik keresztül, és a test rendelkezésére álló oxigén 20%-át használja fel.

## Szerkezet

Az emberi koponyatető réteges felépítése; a koponya és az agyhártya rétegei: bőr, perioszteum, koponyacsont, dura mater, arachnoidea és pia mater

Az agyat a koponya egyik része védi és burkolja. Az agyat védő rész az agykoponya, a másik rész az arckoponya. Lásd: Koponyacsontok. A koponya alatti burkolat az agyhártya, aminek réteges elrendeződését itt a bal oldali ábra mutatja.

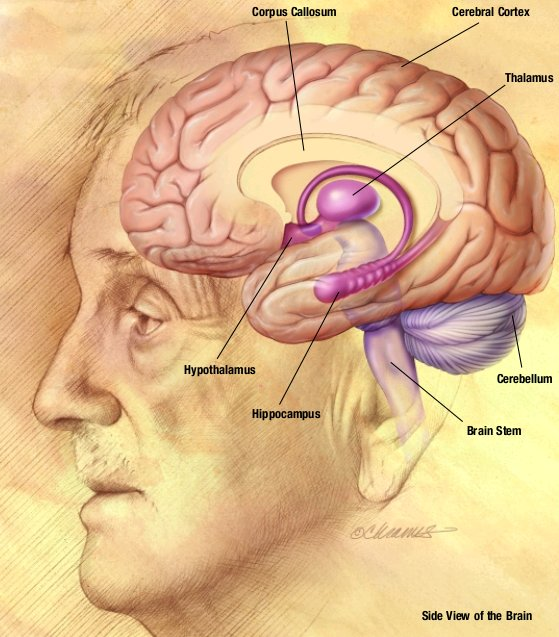
Az emberi agy fontosabb szerkezeti részlegei

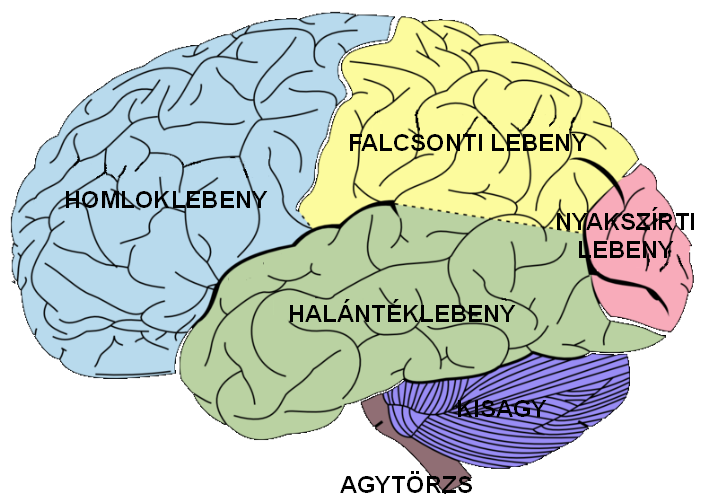
Az emberi agy fő lebenyei. Bal oldali nézet (Gray's Anatomy 728. számú ábrája)

A kép a jobb oldalon az agy részeit tagolja a lebenyeket nem említve. Legfelül az agy főrészét, annak két féltekéjét borítva a sokgyűrődéses agykéreg helyezkedik el. Az agy alsó részén az agytörzs kapcsolódik a gerincvelőhöz, emögött pedig, a nagyagy alatt a vízszintesen barázdált kisagy látható, ami a nagyaggyal való kapcsolattartás mellett főleg a motoros funkciót szolgálja.
Az agynak két féltekéje van; egy bal oldali és egy jobb oldali. A bal oldalon itt a kép a bal oldali félteke fő lebenyeit mutatja bal oldali nézetben. A jobb oldali félteke látszatra nem különbözik sokat a bal oldalitól, de funkciói szerint igen. A lebenyek neveinek eredete nem szerkezeti, hanem azokat a kívülről határoló csontoktól kapták, egy kivétellel: a homloklebeny ugyanis kissé kiterjed hátrafelé a központi barázda (sulcus centralis) vonaláig, a falcsonti lebeny rovására.

### Az agy egyes részeinek funkciói
1. Homloklebeny: gondolkozás, tervezés, beszéd, a csontvázizmok akaratlagos mozgatása, érzelem, problémamegoldás, személyiség;
2. Falcsonti lebeny: mozgás, orientálódás, felismerés, ingerület;
3. Nyakszirti lebeny: látási ingerület feldolgozása;
4. Halántéklebeny: percepció (felfogás), hangingerületek feldolgozása, emlékezet, beszéd, szag;
5. Kisagy (van egy bal oldali és egy jobb oldali): testállás, egyensúly és mozgás-együttműködés (ko-ordináció).

- Agytörzs: alapvető életfolyamatok, pl. légzés, szívdobogás;
- Köztiagy: az agy telefonközpontja, ahonnan az agy az idegrendszer többi részével kommunikál;

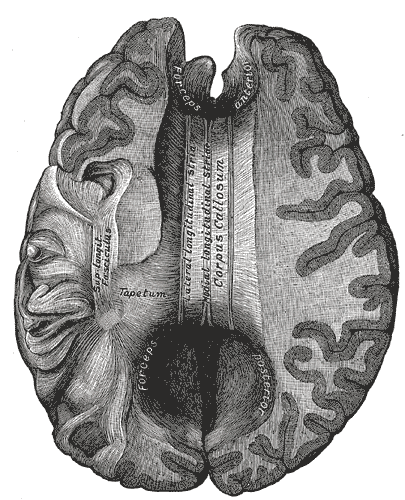
A Corpus callosum feltárva, felülnézet. Ez az agy féltekéi között fekvő, azokat összekötő vastag idegköteg. A képen az agy frontális pólusa felül található

- Corpus callosum: az agy két féltekéje közötti csatornában elhelyezett, azokat összekötő masszív fehérállomány, egy több mint 200 millió axonnyúlvánnyal rendelkező idegnyaláb;
- Varol-híd (Pons, vagy pons Varolii): az agy utasításait továbbítja a kisagynak és a gerincvelőnek;
- Medulla oblongata nyúltvelő (a gerincvelő tetején): életfolyamatok, légzés és szívdobogás szabályozása;
- Talamusz: ovális szerv, ami közvetlenül az agykéreg alatt helyezkedik el szimmetrikusan mindkét féltekében; a szervek érzéki ingerleteit adja tovább, a szaglást kivéve, az agykéregbe.

### Az agy sejtjei és az agyfunkció folyamata
Neuronoknak nevezzük a központi idegrendszernek, tehát mind az agy, mind a gerincvelő, valamint az érző és autonóm idegdúcok idegsejtjeit. Ezek speciális sejtek, amelyek képesek információ felvételére, feldolgozására és azok továbbítására elektrokémiai jelzés formájában. A neuron funkciója az agyműködés alapját képezi. A neuron nem szaporodik mitózisos osztódással, bár bizonyos vélemények szerint egyes pluripotens asztrociták neuronná változhatnak.
Az agy idegsejtjei kiterjedt elektromos hálózatot alkotnak, és az agy utasításai a főleg axonokból, illetve dendritekből álló hálózatban apró elektromos kisülések útján továbbítódnak, amelyeket a hálózati vonalban az egyes sejtek stratégikus pontjai közé szúrt mikroelektródák segítségével mérhető, akciós potenciálnak nevezett feszültségmaximumok, vagy csúcspontok létrejötteként észlelhetünk. Elektromos mérőműszerrel persze nemcsak az akciós potenciál értéke, hanem a feltöltés időbeli folyamata is követhető.
Az elektrokémiai jelzést neurotranszmittereknek nevezett szerves vegyületek viszik sejtről sejtre. Azokat a sejteket amelyek információt hoznak a központi idegrendszer irányába afferens neuronoknak, azokat pedig amelyek utasításokat visznek az izmok, mirigyek, színsejtek stb. felé, vagyis az ellenkező irányba efferens neuronoknak nevezzük. Egy tipikus agysejten való jelzésáthaladást mutat az itteni ábra.

Neuron

Egy közeli szinapszisból, vagyis csatlakozási pontból egy neurotranszmitter érkezik. Ennek befogadására a sejt speciális nyúlványai, a dendritek szolgálnak. A neurotranszmitterek képessége az, hogy a sejtmembránban található egyes molekulákkal reagálva (ligandumok), befolyásolják a sejt ún. ioncsatornáinak nyílását illetve záródását. Ezeken a csatornákon közlekedhetnek a különböző ionok, a sejt belső tere, és a sejten kívüli tér közt. A K+, Na+, Ca2+, vagy Cl– ionáramlás feszültségváltozást eredményez, ami az eredetileg nyugalmi feszültségi állapotban levő neuronban a feszültséget megemeli, amíg az egy kisülési ún. akciós potenciál értéket el nem ér. Az akciós potenciál egy határfeszültség, ami elérése kisülést eredményez.
Egy részletesebb ábra található az Idegsejt cikkben, ahol a szinapszis részleteit látva működése jobban elképzelhető.
A kisülés az axondombon kezdődik, majd az axonon keresztül, annak végét elérve egy szinapszisba érkezik, ahol új neurotranszmitter molekulák létrejöttéhez vezet, és szomszédos sejt dendritjeivel érintkezve annak feltöltését gerjesztheti. Ez a folyamat addig folytatódik amíg az ingerület egy meghatározott sejtet (például egy efferens jelzéssorozat esetén izommozgató sejtet) el nem ér.
Az elektromos jelzés tehát a sejttesten és az axonfonalakon keresztül vezetődik. Ez nem az általunk jól ismert Ohm törvénye alapján való áramvezetés, hanem vezetődarabkák sorozatos feltöltését követő kisüléseiből áll. Vezetőként az axon szolgál. Ez a kb. 1 mikrométer (10−6m) átmérőjű változatos hosszúságú fonal, amit mielinhüvely (velőshüvely) szigetel. A szigetelést az axont beburkoló speciális glia sejtek (Schwann sejtek), a központi idegrendszer esetében oligodendrociták állítják elő, és ezek végzik a karbantartást is. A szigetelés azonban nem folyamatos, és azt az axon vonalán egyenlő távolságú szakaszokban, kb. 1 mikrométer hosszúságú hézag a Ranvier-féle befűződés ismételten megszakítja. A töltés átadása hézagról hézagra való sorozatos átugrással, ún. szaltatórikus áramvezetéssel történik. Az effajta áram az Ohm-törvényen alapuló áramvezetésnél kb tízszerte gyorsabb. Az áram tehát egy sorozatos feltöltési hullám formájában terjed, ami nem harmonikus, hanem csökkenő amplitúdójú. Ha tehát az eredeti potenciál nem elég magas, vagy a szigetelés meghibásodása miatt nagy a veszteség, akkor a jelzés, vagy utasítás nem érkezik célba, ami a test működésének a megbetegedésével jár. (Lásd lejjebb: (Amyotrophiás lateralsclerosis)
Az idegsejtfal csatornái nyitására illetve zárására szolgáló neurotranszmitterek mindegyikének valamelyest más a hatása, illetve a jellege. A katalizáló, serkentő hatást gyakorlóak, például az acetilkolin, a glutamát és a szerotonin vegyületek, a Na+, K+, illetve Ca2+ kationok csatornáinak állapotára hatnak, a főleg gátló, inhibitorként ható GABA és glicin vegyületek pedig a Cl- anion csatornára. Az agy neuronjaiban ez a két utolsó játszik főszerepet. A neurotranszmittereket nagyrészt az axonvégződések termelik a szinapszisokban.
Az idegsejtek az agyban bonyolult hálózatot alkotnak, amelyekben egy neuron tagja lehet számos jelzéstovábbító vonalnak is. Ezek külön-külön is funkcionálhatnak, de egyidejűleg is.

### Agykéreg
Az agykéreg (latinul cortex cerebri) az agy lebenyeinek külső rétege, ami nagyjából szimmetrikus. Felülete igen tekervényes. Az agytekervényeket (gyrus cerebri) agybarázdák (sulcus cerebri) határolják.
Az emberi agy az agykéreg vastagságában, annak és a lebenyek barázdáltságában, valamint a nagyagy kisagyhoz viszonyított méretarányában különbözik más állatok agyától, de a delfin és a bálna agykérgének barázdáltsága kivételt képez, mert ezek még az emberi agykéregnél is barázdáltabbak.
Az emberi agykéreg relatív növekedésével az agy többi részei fölött domináns helyzetbe került. Így az agykéreg alatti szerkezeti egységek funkcióira és azok relatív nagyságára is hatást gyakorolt. Ez utóbbit például az mutatja, hogy más állatokhoz viszonyítva a cerebellum, vagyis a kisagy két oldalsó nyúlványa, ami a nagyaggyal áll kapcsolatban, nagyon túlfejlett a motoros funkciókat szolgáló középső kapcsolati rész rovására; a minőségi különbséget pedig az, hogy az emberrel szemben, akinek agykérge életfontosságú, egy patkányt még agykérgének teljes eltávolítása sem akadályozza meg abban, hogy futkározzon és a környezetét felismerje.

### Neocortex

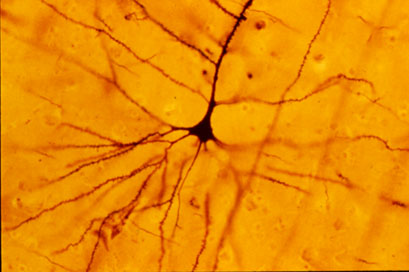
Piramissejt Golgi-festéssel

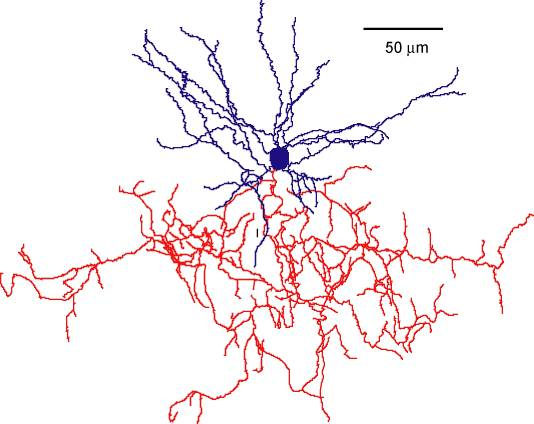
Egy egérből származó chandelier sejt, (rekonstrukció: Alan Woodruff and Rafael Yuste, PLoS Biology

Az agykéreg legfejlettebb része a neocortex, más néven isocortex (magyarul új agykéreg), ami a természetes kiválasztódás folyamatának utolsó szakaszában jelent meg főleg a homloklebenyben. Ennek különleges sejtjei a nagyméretű és hosszú axonokkal rendelkező, alakjukról piramissejteknek nevezett idegsejtek. A sokkal kisebb, több néven is ismeretes sokelágazású csillár-sejt közvetítésével egyetlen ingerület az elágazott utakon egyidejűleg számos helyre is el tud jutni. Ennek franciás neve kinézetéből ered: felső, patronoknak vagy töltényeknek (angolul cartridge) nevezett dendritjeinek csillárszerű elhelyezése miatt. A távközlés szempontjából azonban nem minden chandelier-sejt egyenértékű. Van olyan, amely stratégikusan, egy piramissejt közelében, annak fő axonjához kapcsolva, annak közelsége és az axonnal való szoros kapcsolatán keresztül különösen erős hatást tud gyakorolni a közeli piramissejtre.

### Az agykéreg térképe
Számos kutató tűzte ki céljául az agykéreg feltérképezését, annak megállapítását és ábrázolását, hogy melyik kéregrész melyik testrésszel áll funkcionális kapcsolatban. (Jó feloldású térkép még hiányzik.) Ilyen térkép különböző zónákat mutat be, amelyek belső szerkezete maga is sokszor elég bonyolult. Egyesekre külön térképeket készítettek, amelyeken a cortex térkép csatlakozó pontjai a testrészek, vagy absztrakt fogalomegységek csatlakozó pontjainak felelnek meg. (Brodmann-féle kéregmezők).
Egy cortextérképen minden egyes pont elektromos stimulációja a megfelelő testrész izmának megrándulását, kontrakcióját eredményezi. A térképre ún. „szomatotopikus” ábrázolási mód jellemez, tehát az ábra részletessége nem a test nagyságával, hanem a motoros szabályozás és a diszkrimináció finomságával arányos. Például a fejet csaknem háromszor akkora zóna ábrázolja, mint a torzó egész hátsó részét; a nyelvet, az ajkakat és az ujjakat ábrázoló zónák a térképen különösen nagyok a valódi testarányokhoz képest.
A látással kapcsolatos zónák retinotopikusak, vagyis a szem hátsó oldalát határoló fényérzékeny neuronréteg, a retina topográfiáját mutatják. Az ábra itt sem arányos: a látómező közepe, a foeva fel van nagyítva. A hallással kapcsolatos zónák tonotopikusak, vagyis a hang elhelyezése a térképen a rezgési frekvencia elhelyezésének felel meg. Több retinotopikus és tonotopikus térkép is létezik.

### Az agyfunkció lateralizálódása

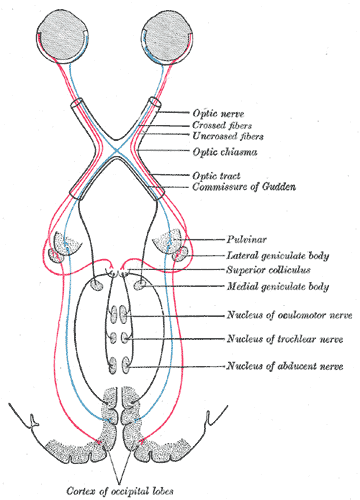
A szemekből az agyba vezető idegpályák

Az agy féltekéi általában a testnek csak egyik felével vannak közvetlen kölcsönhatásban, nevezetesen az ellenkező oldallal. (Ez a törzsfejlődés során alakult ki lényegében minden gerincesnél. Előnye, hogy a két agyfélteke – a közöttük lévő kapcsolatok révén – bizonyos "munkamegosztással", de egyaránt részt vesz a test – szomatikus, vegetatív és érzelmi – funkcióinak irányításában.) Az agyvelővel kapcsolatot tartó idegek az agytörzs magasságban kereszteződnek.
Mint az ábrán látható, a látással kapcsolatos idegek útja bonyolultabb, mert a szemből az idegrostok (látóidegek; Nervus opticus) egy közös helyre, az ún. látóideg-kereszteződésbe futnak össze, ahol mindkét nyaláb megfeleződik és az ellenkező szemből jövőhöz csatlakozik, mert a retinák bal oldalára érkező ingerületek (mindkét szemből) a bal oldali, a retinák jobb oldalára érkezőek pedig jobb oldali féltekébe érkeznek. Mivel azonban a retinák az ingerületeiket a látási sík ellenkező irányából gyűjtik, az ingerületek végül a szemoldallal ellenkező agyoldalra érkeznek.
A szem idegpályái.

A két féltekét a kérges testnek corpus callosum nevezett vastag idegrostnyaláb köti össze (lásd az ábrát), de van két kisebb nyaláb is, elől az elülső összeköttetés (comissura anterior) és hátrább a hátsó összeköttetés (comissura posterior), ezen kívül fontos összeköttetési rendszer van a kétoldali hippocampus között (comissura hippocampi).
A két agyfélteke közötti az információcsere a fő útvonalaként azonban a kérges test corpus callosum idegrostkötege szolgál. A kéreg különböző területeit bőséges (kéreg alatti) asszociációs rostrendszer köti össze. A két félteke funkciói részben szimmetrikusak, de az emberek többségénél a térbeli felismerés és a nyelv felett az agy bal oldala dominál. Az érzelmi és művészeti funkciókért pedig főleg a jobb félteke a felelős.

## Vizsgálati módszerek
- Elektroenkefalográfia (EEG)
- Magnetoenkefalográfia (MEG)

### Szerkezeti és funkcionális képalkotás
- SPECT (Single photon emission computed tomography) vagyis Magányos foton-emissziós számítógépes tomográfia[11]
- Pozitronemissziós tomográfia (PET)
- Funkcionális mágneses rezonanciavizsgálat (FMRI)
- Diffusion MRI (Diffúziós MRI) más néven (Diffusion tensor Imaging, DTI)

Ez a video az egész emberi agy mágneses rezonancia képalkotás MRI vizsgálat alkalmazásakor megfigyelhető képét mutatja

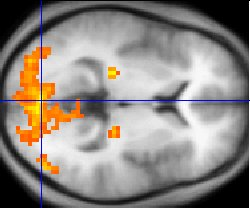
Egy agy funkcionális mágneses képalkotás (FMRI) „pásztázásos” vizsgálat eredménye

Az agynak a nyelvtudást szolgáló két kérgi területe: Broca-féle kérgi mező és Wernicke-féle kérgi mező

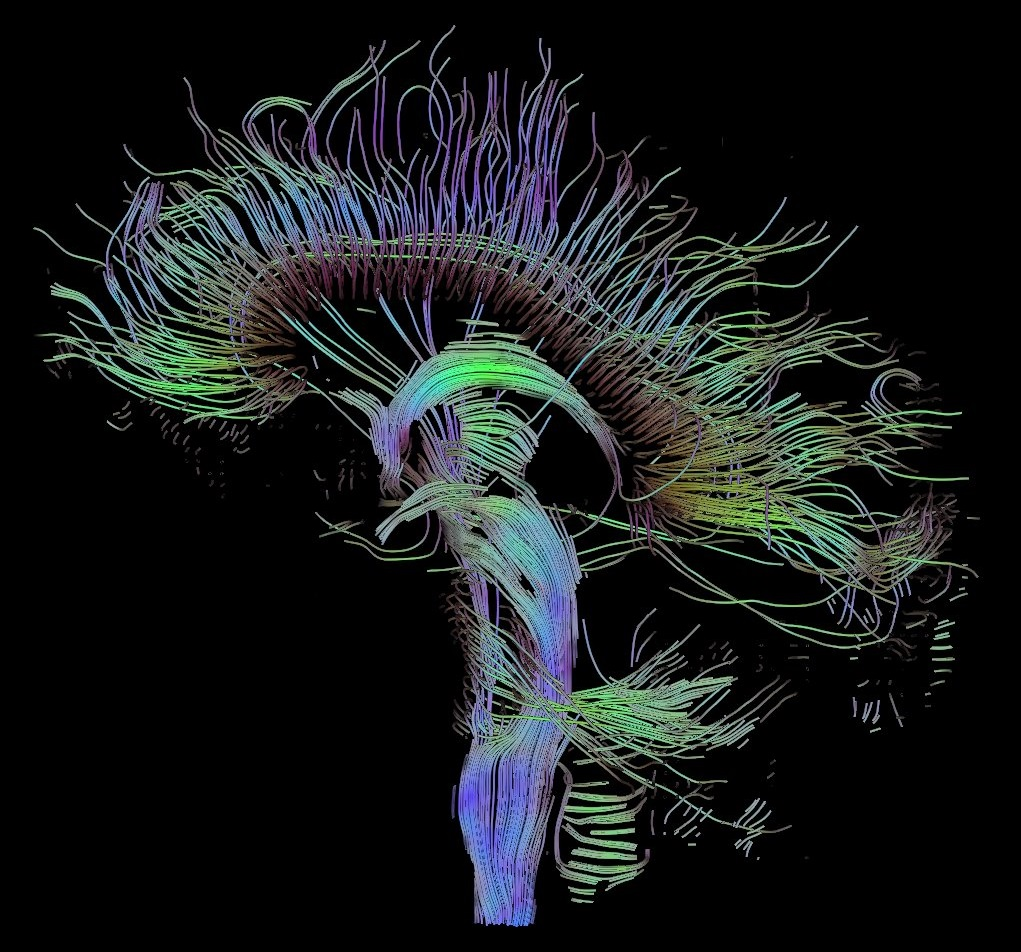
A kép az agy közép-szagittális síkján áthaladó axon pályáit mutatja egy diffúziós mágneses rezonancia képalkotó (Diffúziós MRI, más néven Diffusion tensor Imaging, DTI) teszt segítségével. Prominens az agy jobb és bal felét összekötő U alakú rostok (forceps) képe, ahogy ezek a corpus callosum-on áthaladnak (a rostok a kép síkjából felénk emelkednek, majd felfelé fordulnak), egy másik (a képen kék) köteg pedig lefelé fordul a hátgerinc felé

## A nyelv
Bár ezekhez az agy mindkét oldala hozzájárul, jobbkezes egyének agyának nyelvvel kapcsolatos folyamatait túlnyomóan az agy bal oldali féltekéje kezeli. Balkezeseknek két harmadánál a nyelvfeladat kezelésében az agy mindkét oldala részt vesz, és csak kb. egy ötödénél veszi át a jobb oldal ezt a szerepet. Kísérletek azt mutatták, hogy sérülés esetén egy fiatal egyén agyának az ellenkező oldala is képes átvenni ezt a feladatot. A mellékelt ábra Broca és Wernicke által talált, nyelvvel speciális szempontokból foglalkozó agyrészeket világítja meg, az előbbi a nyelvtannak az utóbbi a nyelv megértésének a területe. Annak a betegségnek a neve, ami a beszéd megértésének hiányában nyilvánul meg Wernicke-afázia (latinul aphasia).

## Az emberi agy sérülései és megbetegedései

### Sérülések
Az agyrázkódás (commotio cerebri) tünetei: ideiglenes, de azonnali eszméletvesztés lehet a következménye, aminek oka vagy egy közvetlen mechanikai trauma (pl. koponyát ért ütés), vagy a mozgó agy hirtelen megállítása, illetve irányváltoztatása (lineáris vagy szöggyorsulás, ill. lassulás). Az állapot fejfájást, álmosságot, a koncentrálás nehézzé tételét, zavaros gondolkozást és emlékezetkiesést (amnézia) okozhat. Többszöri előfordulásának (pl. bokszolók esetében gyakran észlelt) kumulatív hatása van.
Az agyzúzódás (contusio cerebri) a fej külsején látható színváltozás és vérszivárgás a koponyából. A szivárgás a pia mater-ből eredhet, ami azt tanúsíthatja, hogy vér a subarachnoidális térbe szivárog , aminek megnyilvánulása eszméletvesztés, vérnyomáscsökkenés és légzési zavar.

### Megbetegedések – Patológia
Little-kór, vagy újszülöttkori agysérülés. Angol neve szerint (cerebral palsy) agyi bénulás, ami nagyon általános elnevezés. Mutatja, hogy a kórkép igen sok és változatos idegrendszeri tünetben juthat kifejezésre. Ezek legfontosabb közös jellemzője valamilyen bénulás, és ezen túlmenően az, hogy sokféle eltérő kóros folyamat eredményezheti. Alapvető oka, hogy a még éretlen, éppen fejlődésben lévő agyat valamilyen károsító hatás éri a magzati kortól a csecsemőkor vége, vagy inkább a 3 éves kor betöltése közti időszakban. Ennek következtében a mozgatórendszer károsodást szenved, emiatt elmarad a gyermek mozgásfejlődése, és változatos , de leginkább fokozott izomtónussal járó (spasticus) bénulások jönnek létre. Ehhez társulhatnak a központi idegrendszer sérüléseinek más következményei is: mentális visszamaradottság, halláscsökkenés vagy süketség, látási rendellenességek, az egyensúlyérzés zavarai, esetleg epilepsziás rohamok. A betegség tünetei az alig észlelhetőktől a rendkívül súlyosakig terjedhetnek. A sokféle kiváltó ok között szerepel a perinatális (születés körüli időszak) oxigénhiány, öröklődési faktorok, fejlődési rendellenességeket okozó magzati károsító (teratogén) hatások, szülési sérülések, mérgező anyagok, anyagcsere vagy hormonális rendellenességek, fertőzések stb. Hatásmechanizmusuk változatos, és jelenleg még messze nem tisztázott. Inkább csak az orvosi gyakorlatban szerzett tapasztalatok alapján lehet kiszűrni a kerülendő kockázatokat. Pl.: terhesség alatti dohányzás, helytelen táplálkozás, bizonyos gyógyszerek szedése, a terhes nő nem megfelelően gondozott anyagcsere- és hormonális betegségei, bizonyos fertőző betegségei stb.
Az agyvelőgyulladás (latin encephalitis) az agy heveny (akut) gyulladásos állapota. A tünetek közé sorolható a láz, álmosság, fejfájás, nyakfájdalmak, eszméletvesztés (latinul coma) és bénulás. Súlyos életveszélyt jelentő megbetegedés.
Az epilepszia jellemzői az ismétlődő motor-, érzéki-, és pszichológiai funkciózavar (malfunkció: rendszerműködési hiba) ami eszméletvesztéssel, illetve görcsös rángatózásokkal is járhat. Az epilepszia azonban nem egyetlen betegség és több típusa is van, mint ahogy többféle oka is lehet.
A fejfájásnak több oka lehet. Enyhébb az érzelmi stressz (feszült idegállapot), magas vérnyomás és bizonyos ételek okozta allergia. Ezek mindegyike véredényátmérőváltozással jár. A migrén okozta fejfájás gyakran a fejnek egyik oldalára korlátozódik. A fejfájás súlyosabb eredete lehet: agydaganat, agyvérzés, agyhártyagyulladás vagy ideggyulladás.
A Huntington-betegség egy – az orvosi szakmában – Huntington-chorea ("vitustánc"; chorea) néven ismeret autoszomális domináns öröklésmenettel öröklődő, genetikai alapú, gyógyíthatatlan, neurodegeneretív kórkép, aminek okozójaként a genetikusok a CDG (cytosine-adenine-guanine) triplett kiterjedésére mutatnak. Akaratlan gyors görcsös mozdulatokban nyilvánul meg először az arc egyik oldalán, ami hónapok illetve évek múltával a végtagok felé fejlődik. Ezt felmérgesedésre való hajlam (iritabilitás) eszmei degeneráció, egyéniségváltozás, emlékezetvesztés követ. A betegség kezdete után 10-20 éven belül halálos.
A Parkinson-kór vagy (reszketéses hűdés) egy Parkinson-betegségként is ismert olyan lassan előrehaladó degeneratív idegrendszeri betegség, amely a törzsdúcokat (nuclei basales) érinti. Alapvetően az egyik neurotranszmitter a dopamin termelődésének elégtelensége okozza.
Ez kihat a beteg egyensúlyára és izommozgására. A beteg merev, arca érzelemnélküli, járása és mozgása általában lassú, bizonytalan, erőltetett, reszketeg. A kór okozói pontosan nem ismertek. A genetikai hajlam – egyebek mellett – nagyon meghatározó lehet. Erre utal az is, hogy az esetek legnagyobb részében a betegség – idős korban – látszólag minden ok nélkül jelenik meg. (Kiváltó okként sok minden szerepelhet: az idegrendszer vérellátásának zavara, gyógyszerek stb.)
A Rostrocaudalis-leépülés (Rostrocaudalis szindroma) egy az agy károsodásából kiinduló, az egész idegrendszerre fokozatosan, és teljességgel megállíthatatlanul terjedő leépülési folyamat. Mechanizmusa jelenleg még ismeretlen, gyógyítása kilátástalan. Az agykárosodások legváltozatosabb formái kiválthatják.
Agyi érkatasztrófa (Stroke). Magyar neveken gutaütés, szélütés, agyvérzés.
Lásd:Agyi érkatasztrófa

Alzheimer-kór , vagy Alzheimer-betegség súlyos progresszív degeneratív betegség, ami főleg a homloklebenyt és a halántéklebenyt támadja. Tüneteit kognitív és nemkognitív csoportra osztható:
- Kognitív tünetei, zavarai: emlékezeti, végrehajtó működési, cselekvéstervezési, döntéshozatali, figyelmetlenségi, folyamatossági, beszéd, tárgyfelismerési, személyfelismerési zavarok és gyakorlati tudásvesztés
- Nem-kognitiv tünetei, zavarai: szorongás, félelemérzés, depresszió, hallucinációk, téveszmék, nyugtalanság, mozgástörekvés, agresszivitás, személyiségváltozás, járászavar

Frontotemporális demencia (elbutulás) vagy (FTD), (Dementia frontotemporalis), az agy egy részének elsorvadása. Tünetei hasonlóak az Alzheimer-kór tüneteihez, ami fokozatos teljes elbutuláshoz vezet. Általában a betegeknek kb. 15%-ánál a Motor-Neuron-kór vagy (Amyotrophiás lateralsclerosis) tünetei is megjelennek. Három főformája van:
1. Magatartási változat vagy Pick-kór a homloklebeny sorvadása: az egyén nem képes közösségi kapcsolatra, mert magatartásával (általa érthetetlen) felháborodást kelt.
2. A szemantikus változat jellemzője, hogy a halántéklebeny sorvadása miatt az egyén beszédgyakorlatát fokozatosan elveszti, de anélkül, hogy számítási képességeire bármi hatása is lenne, legalábbis kezdetben.
3. Progresszív non-fluens afázia beteg megtartja beszélőképességét, de az egyes szavak értelmét veszti el. Ez a változat Parkinson tünetei felé is orientálódhat.

Az Amyotrophiás lateralsclerosis, (ALS), (angol nevén Motor Neuron Disease (MND)), azaz a motoros (mozgató) neuronok betegsége egy fokozatosan előrehaladó, a mozgás károsodásával, majd elvesztésével járó betegségcsoport. Jellemzője, a motoros neuronoknak, vagyis a mozgást vezérlő idegsejteknek a degenerációja (tönkremenése). A betegség fokozatosan akadályozza és végül leállítja a járást, majd minden más testmozgást, beszédet, nyelést, és légzést. Bár a betegek 90%-a esetén nem mutatható ki egyértelmű genetikai kapcsolat, a hajlam öröklődése elég valószínű.
A betegség más változatai: primer (elsődleges) lateralis sclerosis vagy ((PLS) progresszív muszkuláris atrófia) (PMA) pseudobulbaris bénulás és folyamatosan terjedő (progresszív bulbaris bénulás), ahol a bulbaris szó a száj, torok és arc környezetét beidegző nyúltvelőre V. VII.IX. X. XI. agyidegekre vonatkozik.
Ceftriaxone kezelés 18 év után másodszor is megállította az ALS progresszióját. Hivatkozás:Az Amerikai Egyesült Államok Szabadalmi Hivatalához a 20090247498 számon benyújtott szabadalmi bejelentés. Közzétételének időpontja:2009. október 1.
A Creutzfeldt–Jakob-szindróma (angol rövidítésével CJD) egy prion által okozta megbetegedés, ami a marhákat érintő kergemarhakór (angolul: Bovine Spongiform Encephalopathy BSE) egyik emberre átvitt formája. A betegség ritka és hosszú lappangási ideje is lehet. Tudásunk szerint gyógyíthatatlan és mindenképpen halálos. Több éves lefolyása során a szellemi teljesítőképesség fokozatosan romlik. Halottak szövettani metszeteiben szivacsos kinézésű „üres lyukak” tűnnek fel, mint a marhák esetében amelyek betegségének a neve innen ered.
A Sclerosis multiplex, (encephalomyelitis disseminata) egy autoimmun betegség, aminek jellemzője, hogy a szervezet ellenségesnek nézi a test bizonyos sejtjeit azokat megtámadja és elpusztítja. Az SM esetében az idegsejtek mielinhüvelye esik áldozatul. Ennek a szigetelő rétegnek a rontása az agy ideghálózatbeli elektromos úton átadott jelek erejét gyengíti. Kiváltó okait még nem ismerik (bár ez általában érvényes az autoimmun betegségekre) , de genetikus, fertőzéses és egyéb okok is szóba jöhetnek. Leggyakoribb tünetei: homályos és kettős látás, rosszul artikulált beszéd, nyelészavar, végtaggyengeség, mozgási nehézség, fáradékonyság, egyensúlyzavar, zsibbadásérzet és széklet-, vizelettartási probléma.

### Elmebetegségek – Pszichiátria
A pszichiátria szó eredetileg az ógörög psziché szóból jön, ami jelentése lélek. A pszichiátria azonban nem a lelket gyógyítja. A szó mai jelentése az orvostudománynak az a része, ami egy személy agyának bizonyos megbetegedéseivel foglalkozik: mégpedig magatartási zavarokkal, vagyis olyanokkal, amelyek a személy magatartása következtében vagy önmagára vagy a közösségre (komoly) veszélyt jelenthetne.
Ilyen megbetegedések: klinikai depresszió, mániás depresszió, szkizofrénia, poszttraumás stressz, indokolatlan rettegő félélemérzés vagy kompulzív (mániás) magatartás stb. Az agy fiziológiájának ezen betegségek létrejöttével való kapcsolata, illetve ennek lehetősége az agykutatás területéhez tartozik.

## Újabb kutatási eredmények
Hosszú évekig az volt a nézet, hogy az emberi agy különleges képességét kizárólag homloklebenyének kidudorodásában megnyilvánuló agykéreg relatív nagysága okozza. Az évezred eleje óta ez a nézet kérdéssé vált. Bár egyesek még vitatják, számos kísérlet arra mutat, hogy az ember különleges kognitív kapacitása az agykéreg, különösen pedig a neocortex más állatok agyától eltérő mikrostruktúrájának és a sejtek közötti kapcsolatok nagyobb kiterjedettségének köszönhető.
A neocortex individuális piramissejtjei és chandelier-sejtjei közötti elektromos áram megfigyelésén alapuló kísérletek arra mutatnak, hogy az emberi agykéreg egyes idegsejtjei egy egész láncreakció gerjesztésére is képesek egyetlen ingerület hatására. Ezt a jelenséget más emlősöknél még nem látták, mintha a neocortexben egy szuperneuron lenne az emberi neocortex különleges hatásosságának a forrása. A chandelier-sejtek mind katalizátorként, mind inhibitorként is működhetnek. Egyes chandelier-sejtek sajátossága az, hogy egy bizonyos piramissejt közelében, annak axonjához kötve csakis azzal tartanak kapcsolatot, ami hatásukat igen megnöveli. A chandelier-sejt általában nyugalomban van, de olykor a közeli piramissejtek ingerlése útján azok egész csoportját is felgerjesztheti. Bár ez a sejt nem kizárólagosan az emberi agyban található meg, az emberi neocortexben különösen gyakori és a szinapszis sokkal szorosabb, mint más állatok esetében.

## Fordítás
Ez a szócikk részben vagy egészben  a   Human brain című angol Wikipédia-szócikk ezen változatának fordításán alapul.  Az eredeti cikk szerkesztőit annak laptörténete sorolja fel. Ez a jelzés csupán a megfogalmazás eredetét és a szerzői jogokat jelzi, nem szolgál a cikkben szereplő információk forrásmegjelöléseként.

## Megjegyzés
Az ideg- és gliasejtek, valamint a szinapszisok számára vonatkozó becsült adatok az Emberi idegrendszerrel foglalkozó szócikkek forrásanyagaiban nagyon eltérőek. A felhasznált források adatait a felhasználónak nincs alapja felülbírálni, ezért szerepelnek a szócikkekben is eltérő adatok.   